# أسل قصير الذيل
أسل قصير الذيل (الاسم العلمي: Juncus brevicaudatus) نوع نباتي يتبع جنس الأسل وينتمي إلى الفصيلة الأسلية.